# چارا دیمیتریو
چارا دیمیتریو (انگلیسی: Chara Dimitriou؛ زادهٔ ۱۲ آوریل ۱۹۹۰) بازیکن فوتبال اهل یونان است.
وی همچنین در تیم ملی فوتبال Greece بازی کرده‌است.